# 1733 au Canada
Pour un article plus général, voir Chronologie du Canada.
Cet article traite des événements qui se sont produits durant l'année 1733 au Canada.

## Événements
- 1er avril : inauguration du phare de Louisbourg[1]. Un droit est imposer à chaque navire qui se présente à Louisbourg dans le but d'entretenir le nouveau phare[2].
- Mai : La Vérendrye envoie son neveu La Jemmeraye et son fils Jean-Baptiste qui remontent la Rivière Winnipeg et découvrent le lac Winnipeg où ils construisent un fort[3].
- 1er septembre : Mémoire sur toutes les parties de la régie du Domaine d'Occident en Canada de Gilles Hocquart, intendant de la Nouvelle-France[4].
- 12 septembre : Louis-François Duplessis de Mornay se démet de l'évêché de Québec sans jamais l'avoir visité[5].

- Le reste des Renards s'unissent à la tribu des Sauks pour former la nation Sauk et Fox. Les escarmouches contre les Français reprennent au lac Michigan. Les Sauks attaquent Fort La Baye.
- Pierre de Rigaud de Vaudreuil est nommé gouverneur de Trois-Rivières.

## Naissances
- 1er juin : Moses Hazen, officier militaire d'un régiment canadien ayant combattu pour la cause américaine († 5 février 1803).
- 9 août : Jean-Baptiste Hamelin, militaire qui a servi pour la cause américaine († 1804).
- 20 octobre : François Malhiot, marchand et politicien († 28 juillet 1802).
- 6 décembre : Michael Francklin, marchand et lieutenant-gouverneur de la Nouvelle-Écosse († 8 novembre 1782).
- 12 décembre : Joseph Éthier, officier et politicien († 1er février 1816).
- Marie-Josephte Corriveau, criminelle († 18 avril 1763).

## Décès
- 31 janvier : Jean Bouillet de la Chassaigne, militaire (° 16 juin 1654).
- novembre : François Poulin de Francheville, fondateur des forges du Saint-Maurice (° 7 octobre 1692).
- Nicolas-Antoine Coulon de Villiers, officier militaire (° 1683).
- Zacharie Robutel de La Noue, militaire et seigneur (° 4 juin 1665).
- Charles Rochon, cofondateur de Fort Louis de la Mobile en Louisiane (° 1673).